# Municipio de Bethel (condado de Pitt)
El municipio de Bethel (en inglés: Bethel Township) es un municipio ubicado en el  condado de Pitt en el estado estadounidense de Carolina del Norte. En el año 2010 tenía una población de 2.470 habitantes.

## Geografía
El municipio de Bethel se encuentra ubicado en las coordenadas 35°46′50.57″N 77°22′6.88″O / 35.7807139, -77.3685778.